# W otchłani mroku
W otchłani mroku – powieść kryminalna Marka Krajewskiego, wydana w 2013 roku.

## Fabuła
Wrocław 1946. Trzej dezerterzy z Armii Czerwonej gwałcą polskie dziewczęta. Dopuszczają się także zabójstwa jednej z nich. Morderstwo wywołuje oburzenie mieszkańców Wrocławia i spędza sen z powiek Edwardowi Popielskiemu, UB i NKWD. Morderców poszukuje także kapitan Michaił Czernikow. Każdy z nich ma inne powody, aby dopaść bestie.